# Dornum
Dornum is een plaats en gemeente in de Duitse historische regio Oost-Friesland. De gemeente telt 4.466 inwoners.

## Bestuur
Dornum is ingedeeld in de Landkreis Aurich in de Duitse deelstaat Nedersaksen.

## Geschiedenis
In Dornum staat nog een van de drie heerlijkheden overeind. Het begrip heerlijkheid betekent in deze context een gebied waar een heer met beperkte autonomie over heerste. In Dornum was dit vanaf het oprichtingsjaar van de heerlijkheid Dornum en Nesse in 1380, Hero Attena. In 1270 was de bevolking reeds gekerstend.
Dornum was tot en met 31 oktober 2001 een samtgemeinde. De samtgemeinde was in 1972 ontstaan door innige samenwerking van de gemeenten Dornum, Nesse en Dornumersiel. Vanaf 1 november 2001 is Dornum een eenheidsgemeente door samenvoeging van de drie hiervoor genoemde gemeenten tot de nieuwe gemeente Dornum.

### Indeling van de gemeente
Tot de gemeente Dornum behoren naast de hoofdplaats onder meer de onderstaande dorpen:
- Dornumergrode
- Dornumersiel
- Nesse
- Neßmersiel
- Westdorf
- Westeraccum
- Westerbur
- Roggenstede
- Resterhafe
- Schwittersum

## Politiek

### Zetelverdeling gemeenteraad
De gemeenteraad van Dornum telt 15 leden, 14 leden vertegenwoordigen de diverse partijen en één zetel is van ambtswege toebedeeld aan de gekozen burgemeester.
| partij                                 | 2006 | 2011 | 2016 |
| -------------------------------------- | ---- | ---- | ---- |
| SPD                                    | 7    | 7    | 8    |
| CDU                                    | 6    | 4    | 2    |
| Freie Bürgerschutzinitiative SG Dornum | 2    | 2    | 3    |
| Bündnis 90/Die Grünen                  | -    | 1    | -    |
| Alternative für Deutschland            | -    | -    | 1    |
| Burgemeester                           | 1    | 1    | 1    |

Sinds 2007 is de partijloze Michael Hook burgemeester van Dornum. Bij de laatste burgemeestersverkiezingen in 2014 werd hij herkozen voor een tweede termijn.

### Jumelage
De gemeente Dornum heeft een partnerschap met de gemeente Triebel im Vogtland uit het district Vogtlandkreis in Saksen.

## Geboren
- Hendrik Godfried Duurkoop (1736-1778), opperhoofd van de VOC-factorij Deshima in Japan

## Galerij

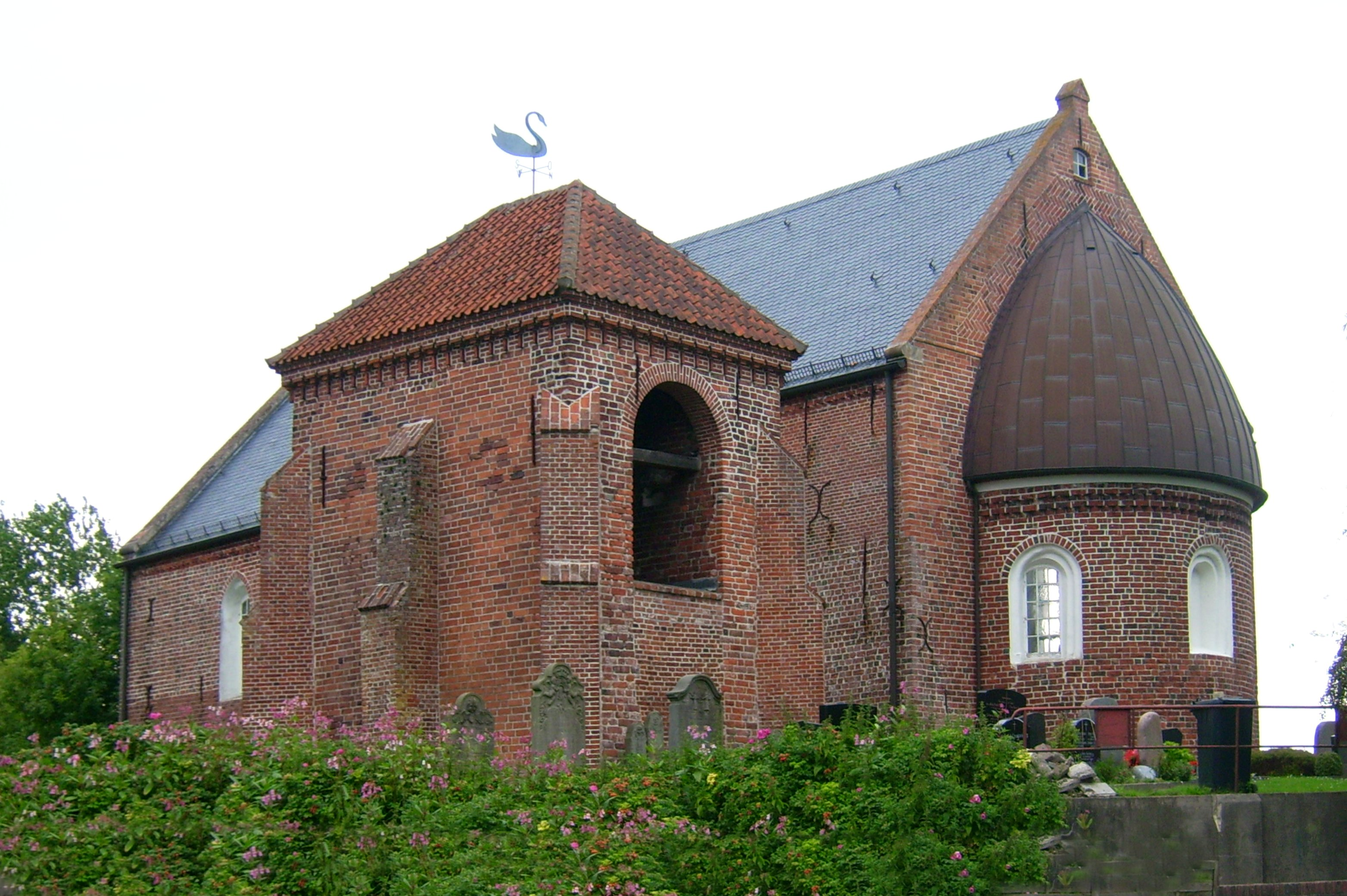
Kerk van baksteen in Westeraccum
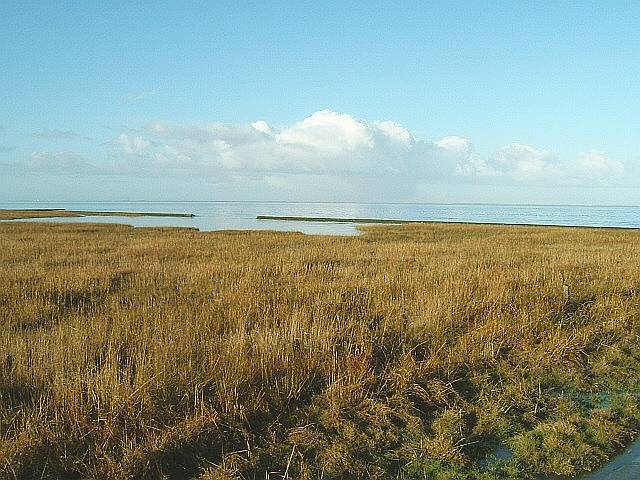
Kustlandschap in de buurt van Dornumersiel
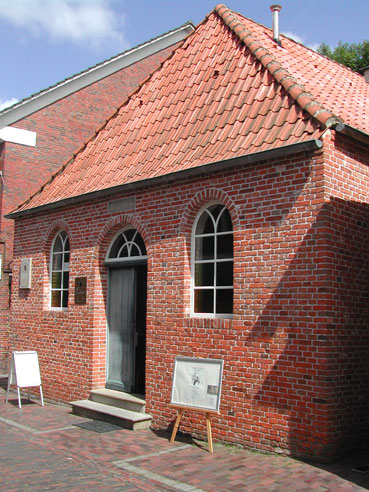
De enige overgebleven synagoge van Oost-Friesland in Dornum